# Lucky Twice
Lucky Twice is een Zweeds tienerpopduo uit Malmö, bestaande uit de vijftien jaar oude Hannah Reynold en de zestien jaar oude Sofie Larsson. Ze staan onder contract bij Family Tree Music in Zweden.
Hun eerste single "Lucky" kwam uit in Spanje op 20 juli 2006 door Vale Music. Het bereikte de eerste plaats in de hitlijst en haalde dubbel platina. Hun album "Young & Clever" werd uitgebracht in juni 2007, wat werd gevolgd door de single "Hop Non Stop" op 23 juli.
"Lucky" bereikte ook de hitlijsten in Finland (# 17), Frankrijk (#8), Duitsland (# 41), Zweden {# 43) en Oostenrijk (# 46).  Hij wordt ook uitgebracht in het Verenigd Koninkrijk in september 2007 door Europa Recordings.

## Discografie

### Albums
- 2007 "Young & Clever"

### Singles
- 2006 "Lucky" # 1
- 2007 "Hop Non Stop"